# 레드 노티스
《레드 노티스》(영어: Red Notice)는 2021년 개봉한 미국의 액션 코미디 영화이다. 드웨인 존슨, 갈 가도트, 라이언 레이놀즈가 출연했고, 로슨 마셜 서버 감독이 연출했다.
2021년 11월 12일 넷플릭스에 공개되었다.

## 줄거리
고대 로마 시대, 마르쿠스 안토니우스 장군이 클레오파트라 여왕에게 결혼 선물로 보석이 박힌 세 개의 알을 준다. 시간이 흘러 1907년 농부가 두 개의 알을 발견하지만, 마지막 하나는 2천 년 넘게 사라진 채로 남는다. 현재 FBI 프로파일러 존 하틀리는 로마 박물관에 전시된 알 도난 사건을 수사하던 중 인터폴 요원 우르바시 다스와 함께 수사를 진행한다. 세계적인 미술품 도둑 놀런 부스는 알을 훔쳐 도망치지만, 발리의 자택에서 하틀리와 인터폴에 체포된다. 하지만 부스의 라이벌인 사라 "비숍" 블랙이 알을 훔치고 하틀리에게 누명을 씌운다.
다스는 하틀리가 도둑이라고 믿고 부스와 함께 러시아 감옥에 가둔다. 하틀리는 블랙을 잡기 위해 부스와 협력할 것을 제안한다. 부스는 블랙을 잡는 데 도움을 주면 세계 최고의 미술품 도둑이 되고, 하틀리는 누명을 벗을 수 있기 때문이다. 둘은 감옥에서 탈출하여 현재 무기상 소토 보체가 소유하고 있는 두 번째 알을 훔치기 위해 발렌시아로 향한다. 가장무도회에 침입하여 볼트 안에서 알을 놓고 블랙과 싸우지만, 블랙은 보체와 협력하고 있었고, 세 번째 알의 위치를 알아내기 위해 하틀리를 고문한다. 블랙은 보체를 배신하고 세 번째 알이 있다고 주장하는 이집트로 떠난다.
부스는 하틀리에게 거짓말을 했다고 밝힌다. 실제 알은 아르헨티나에 있으며, 나치 미술품 큐레이터였던 아버지의 시계에 그 위치가 숨겨져 있었던 것이다. 정글에서 그들은 세 번째 알을 포함한 나치 유물이 있는 비밀 벙커를 발견한다. 블랙이 알을 훔치려고 나타나지만 다스와 경찰의 방해를 받는다. 하틀리, 부스, 블랙은 1931년산 메르세데스 벤츠를 타고 도망친다. 부스는 하틀리가 FBI 프로파일러가 아니라 사기꾼이며, 블랙과 한 패라는 사실을 알게 된다. 그들은 처음부터 부스를 이용하여 세 번째 알을 찾을 계획이었던 것이다. 부스는 포기하고 그들은 그를 수갑 채워 두고 떠난다.
카이로에서 하틀리와 블랙은 이집트 억만장자에게 세 개의 알을 결혼 선물로 전달한다. 그 후 그들을 배신한다. 인터폴이 결혼식을 급습하고 억만장자를 체포한다. 6개월 후, 하틀리와 블랙은 사르데냐 섬에서 부스를 만난다. 부스는 다스에게 그들의 케이맨 제도 계좌에 있는 3억 달러에 대해 알렸고, 다스가 그 계좌를 동결했다는 사실을 알린다. 부스는 인터폴이 그들을 체포하기 위해 오고 있다고 알리며, 새로운 강도 사건에 협력하면 탈출을 돕겠다고 제안한다. 그들은 동의하고 다스는 그들에게 적색 수배를 내린다. 세 사람은 다음 강도 사건을 위해 파리 루브르 박물관을 탐색하기 시작한다.

## 출연진
- 드웨인 존슨 / 원호섭 - 존 하틀리 역
- 갈 가도트 / 정유정 - 비숍 역
- 라이언 레이놀즈 / 위훈 - 놀런 부스 역
- 리투 아리아 / 양정화 - 다스 경위 역
- 크리스 디아만토풀로스 / 최한 - 소토 보체 역
- 로버트 클롯워디 / 변영희 - 나레이터 역
- 에드 시런 / 김명준 - 본인 역